# Hymenandra callejasii
Hymenandra callejasii är en viveväxtart som först beskrevs av Pipoly, och fick sitt nu gällande namn av J.J. Pipoly och J.M. Ricketson. Hymenandra callejasii ingår i släktet Hymenandra och familjen viveväxter. Inga underarter finns listade i Catalogue of Life.